# Klaus Landsberg
Klaus Landsberg (7 de julho de 1916 — 16 de setembro de 1956) foi um engenheiro alemão naturalizado estadunidense.
Foi pioneiro das transmissões comerciais televisivas, iniciador do desenvolvimento das atuais redes de televisão.